# 校园大学
校园大学(campus university)是一个英国教育的术语，指那些学生宿舍、教学和研究设施、文娱设施全都集中在同一校園的的大学。
戰後英國出現了普及高等教育的浪潮，以帮助了傳統上难于进入或无法进入大学的学生，以普及國民接受高等教育。英国传统的大学倾向從私立学校招收学生，而六十年代所推動之校园大学則注重吸收所有阶层、背景的学生，特别是官立的文法学校(Grammar School)和往後的综合中学(Comprehensive School)。
新成立的校園大學改變了英國教育的制度和，在1950年到1970年的战后时期，大幅增加了大學生的數量。這批大學也促进了新派课程的引入，例如體育，會計等等。
早期，很多新成立的校园大学被较古老的紅磚大学所轻视，認為會降低全國大學的話學術水評，但經過多年發展，大部份校园大学已成為有威望的高等學府，與紅磚大学竞争。 
校园大学与學院制大學(Collegiate universities)不同，學院制大學以不過同學院所組成，諸例如牛津大学、伦敦大学、杜伦大学和剑桥大学。大學校園由许多地点、甚至单独建筑物所组成，並伸展到整个城市，例如爱丁堡大学。不过，容易让人搞错的是，很多校园大学经常将每一个地址都称为一个校园，而许多原来的校园大学现在已经扩展到不止一个校园，例如诺丁汉大学(University of Nottingham)。
经典的校园大学通常位于城市边缘，例如苏塞克斯大学(University of Sussex)距离布赖顿只有几英里远，东安格里亚大学(University of East Anglia)处于诺维奇市(Norwich)的边缘，基爾大學(Keele University)位於史篤城七英里遠的基爾村，艾塞克斯大学(University of Essex)毗邻科尔切斯特(Colchester)，华威大学(Warwick University)毗邻考文垂。